# Josephus Abudacnus
Yusuf ibn Aboudh-Dhakn puis après sa conversion Josephus Abudacnus ou Josephus Barbatus est un copte égyptien, né à la fin des années 1570 au Caire, qui voyage en Europe.

## Biographie
Sa famille doit avoir un lien avec l'administration ottomane de langue turque. Il connaît le grec, sans est-ce une liaison avec le patriarche grec du Mont Sinaï. Au printemps 1595, il est envoyé à Rome avec une lettre du papes copte Gabriel VIII d'Alexandrie au pape de l'Église catholique Clément VIII, en mai, il entre au collège des néophytes pour se convertir au catholicisme romain et apprend l'italien et un peu de grec ancien et de latin.
En 1605, il entre dans l'ordre des Carmes déchaux à Rome, sous le nom de Fra Macario. Mais peu après, il part à Paris où il devient interprète et professeur d'arabe et se lie aux professeurs d'arabe du Collège royal Étienne Hubert, Arnoult de Lisle et est aussi un ami du protestant Isaac Casaubon. Il tient une correspondance avec Joseph Juste Scaliger et Erpenius.
Ses compétences en arabe, cependant, sont limitées, comme il l'avoue à Scaliger et comme le confirmera plus tard Erpenius qui étudie avec lui. Erpenius, qui avait déjà appris un peu d'arabe de William Bedwell, fait remarquer à son professeur que Barbatus lui avait appris beaucoup de mots arabes mais de la « langue corrompue » parlée à l'époque par les Égyptiens et d'autres, il écrit que seuls les savants comprennent l'arabe tel qu'il était parlé par les anciens.
À l'été 1610, il se rend à Oxford, en Angleterre, et, avec le soutien de William Bedwell, devient enseignant de l'arabe. À Londres, il rencontre Fernand de Boisschot, l'ambassadeur des Pays-Bas espagnols. Il vient dans les Pays-Bas méridionaux à l'automne 1613 et enseigne les langues orientales à Anvers puis en octobre 1615 à Louvain les langues sémitiques : l'arabe, le copte, le turc, le syriaque, l'hébreu et l'araméen, ainsi que des langues occidentales. Alors qu'on lui découvre une concubine, le gouverneur Albert lui renouvelle son soutien.
Il écrit à Johann Gottfried von Aschhausen, prince-évêque de Bamberg et de Wurtzbourg, pour avoir le soutien de Maximilien de Bavière. Il se rend en Bavière à la fin de l'été 1618, devient bibliothécaire de la cour de Munich. En mai 1622, il s'installe à Vienne grâce à une lettre de Johannes Kepler pour être de nouveau bibliothécaire, mais finalement, dans le contexte de la guerre de Trente Ans, est envoyé  à Istanbul. Il est l'interprète des ambassadeurs Johann Jacob Kurz von Senftenau et Johann Rudolf Schmid. Schmid se méfie du patriarche Cyrille Loukaris, proche des calvinistes, et empêche une participation des Turcs. En 1643, Schmid est rappelé à Vienne, Abudacnus démissionne. On perd alors sa trace,.
Il est également l'auteur de quelques livres, comme un manuel d'hébreu en 1615. Le plus connu est Historia Jacobitarum, seu Coptorum, in Aegypto, Libya, Nubia, Aethiopia, qui rapporte les rites liturgiques coptes de son temps. Le livre publié en 1675 par le doyen de Gloucester Thomas Marshall est mis à l’Index librorum prohibitorum le 7 janvier 1765.